# Saint-Vincent-la-Commanderie
Saint-Vincent-la-Commanderie är en kommun i departementet Drôme i regionen Auvergne-Rhône-Alpes i sydöstra Frankrike. Kommunen ligger i kantonen Bourg-de-Péage som tillhör arrondissementet Valence. År 2022 hade Saint-Vincent-la-Commanderie 619 invånare.

## Befolkningsutveckling
Antalet invånare i kommunen Saint-Vincent-la-Commanderie
Referens:INSEE